# Carol Perelman Khodari
Carol Perelman Khodari (Ciudad de México, 25 de julio de 1977) es una química farmacéutica bióloga y divulgadora de la ciencia mexicana. Es cocreadora y directora, desde el 2009, del Jardín Weizmann de Ciencias, el primer museo de ciencias completamente al aire libre en México, y pertenece a la Asociación Mexicana de Museos y Centros de Ciencia y Tecnología (AMMCCyT). Es promotora de los jardines de ciencia como espacios democratizadores de las ciencias.
En el 2020, publicó un cuento infantil y juvenil “Coronesio, Covidín y los Secretos de lo Invisible” y acuñó la palabra “coronadipia” en su ponencia TEDx sobre la Probabilidad de los Improbables. Ha publicado varios artículos científicos.
Pertenece a la Sociedad Mexicana para la Divulgación de la Ciencia y la Técnica, A.C., de la Red Mexicana de Periodistas de Ciencia y del Patronato Facultad de Química de la UNAM.

## Estudios
Nacida en la Ciudad de México en 1977 en una familia de origen judío, Carol Perelman Khodari se graduó en el 2000 con mención honorífica como química farmacéutica bióloga en la Facultad de Química de la Universidad Nacional Autónoma de México (UNAM).
Entre 1995 y 2000, realizó una estancia en el Laboratorio de Toxicología Genética del Instituto de Investigaciones Biomédicas de la UNAM y realizó en 1998 investigaciones en inmunología en los Centros para el Control y Prevención de Enfermedades.

## Carrera profesional
Carol Perelman se dedica principalmente a la divulgación de la ciencia. Es creadora de guiones museográficos para jardines de ciencia. Es cocreadora y directora desde el 2009 del Jardín Weizmann de Ciencias, el primer museo de ciencia completamente al aire libre en México, y es miembro de la Asociación Mexicana de Museos y Centros de Ciencia y Tecnología.[cita requerida]
Es ponente y columnista en varios medios y creadora de materiales de divulgación científica y artículos de investigación, entre los que se destacan el estudio sobre el cambio en la percepción de la ciencia en jóvenes mexicanos a raíz de la pandemia de COVID, el análisis de un evento de superpropagación de COVID-19 en adolescentes, una revisión histórica del uso de cubrebocas y dos metaanálisis en relación con la incidencia de las secuelas de COVID-19 largo en adultos y en menores.
Es miembro regular de la Red Mexicana de Periodistas de Ciencia, socia regular de la Sociedad Mexicana para la Divulgación de la Ciencia y la Técnica, A.C., desde el 2019 y miembro del Patronato de la Facultad de Química, UNAM desde el 2020.
También perteneció al consejo de la Orquesta Sinfónica Kol Shalom del 2011 al 2016, fue presidenta del comité científico de la Asociación Mexicana de Amigos del Instituto Weizmann de Ciencias del 2003 al 2009, y fue consultora asociada de The Boston Consulting Group (BCG) del 2000 al 2001.[cita requerida]
En 2021 dio una conferencia en TEDx Talk con el tema de “Las probabilidades de lo improbable: ¿coronadipias?”
Además, fue la conductora de la serie documental de 13 capítulos Nuestras cosmovisiones, producida por TV UNAM en torno a México 500 junto con el Instituto Nacional de Antropología e Historia.
Junto con el fotógrafo y científico Octavio Aburto y la artista plástica Fanny Karchmer, creó la exposición interactiva Lente, pincel y palabra: mares mexicanos, inaugurada en diciembre del 2021 en el Museo de Historia Natural y Cultura Ambiental de la CDMX para promover el conocimiento, cuidado y conservación de los mares de México.

## Obras
Carol Perelman es autora del cuento infantil y juvenil “Coronesio, Covidín y los secretos de lo invisible”, ADN Editores, SOMEDICyT, publicado en el 2020 y acreedor al segundo lugar en el Premio Jorge Flores Valdés al mejor producto de divulgación del 2020 en torno a la pandemia de COVID-19 por la SOMEDICyT. Es articulista en la revista de divulgación científica ¿Cómo ves?, de la UNAM.

## Publicaciones científicas
- 2020 “Cubrebocas en Tiempos de Pandemia: Revisión Histórica, Científica y Recomendaciones” SCIELO[8]
- 2021 “More than 50 long-term effects of COVID-19: a systematic review and meta-analysis” Scientific Reports, Nature[9]
- 2021 “Superspreading event in adolescents: is there a difference in vaccinated?” SCIELO[7]
- 2021 “Impact of the COVID-19 Pandemic on Adolescents’ Perception of Science, Scientists and Health Care Works, and Change of Career Choices” SCIELO[6]
- 2022 “Long COVID in Children and Adolescents: A Systematic Review and Meta-analyses” Scientific Reports, Nature.[10]

## Premios y reconocimientos
- Medalla de Oro en la Olimpiada Nacional de Química en 1995
- Medalla de Bronce en la Olimpiada Iberoamericana de Química en 1995
- Tercer lugar del Premio de Periodismo sobre Innovación Científica y Tecnológica, otorgado por COMECYT en 2019
- Segundo lugar del Premio Jorge Flores Valdés al mejor producto de divulgación 2020 en torno a la pandemia, otorgado por SOMEDICyT en 2021[14]